# Mach-hullám

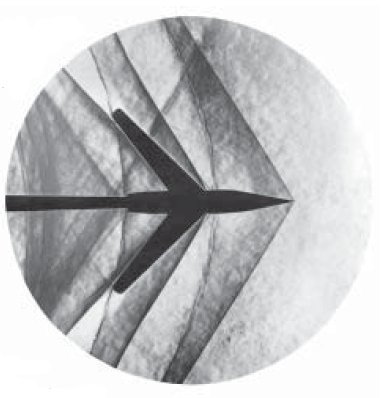
Schlieren-fénykép lökéshullámról egy szuperszonikus sebességgel haladó test körül. A Mach-szög mutatja, hogy a test sebessége meghaladja a Mach 1-et

Az áramlástanban és a hangtanban a Mach-hullám olyan hangsebességgel haladó nyomáshullám, melyet valamely összenyomható közeg áramlása során jelentkező kis nyomásingadozások okoznak. Szuperszonikus áramlás esetén ezek a gyenge hullámok összeadódhatnak úgy, hogy lökéshullám alakuljon ki. Az ilyen lökéshullámot Mach-frontnak, vagy Mach-kúpnak nevezik. Ha a Mach-hullámokat keltő nyomásingadozások kellő időeltéréssel jelentkeznek, elképzelhető olyan szuperpozíciójuk, hogy nem alakul ki Mach-kúp, azaz ekkor a szuperszonikus áramlás nem kelt lökéshullámot.

## Mach-szög
Egy Mach-hullám terjedése és az áramlás iránya által bezárt szöget nevezzük Mach-szögnek (μ), mely az áramlásra jellemző Mach-számmal a következőképpen adható meg:
{\displaystyle \mu =\arcsin \left({\frac {1}{M}}\right)}.
Mach-hullámok levetítésével keltett árnyékfelvételek segítségével kísérletileg meghatározható a közegbeli Mach-szám eloszlás, ezt nevezzük a Schlieren-fotózási technikának. 
Ernst Mach által végzett korai megfigyelésekben hornyokat használt egy cső falán, hogy Mach-hullámokat hozzon létre, amit a árnyékfelvétel-módszerrel lefényképezett. A Mach-szög szemmel is megfigyelhető például légkörben hangsebességet éppen átlépő repülőgép esetén, mely a közegben okozott nyomáshullám következtében olykor kúp alakú páralecsapódást okoz. A keletkező kúp a Mach-kúpot szemlélteti, nyílásszöge pedig a Mach-szög.

## Külső hivatkozások
- Szuperszonikus szélcsatorna teszt bemutató (Mach 2.5) lapos tányér, ferde lökéshullám mellett (videó)

## Fordítás
Ez a szócikk részben vagy egészben  a   Mach wave című angol Wikipédia-szócikk ezen változatának fordításán alapul.  Az eredeti cikk szerkesztőit annak laptörténete sorolja fel. Ez a jelzés csupán a megfogalmazás eredetét és a szerzői jogokat jelzi, nem szolgál a cikkben szereplő információk forrásmegjelöléseként.